# Morañuela
Morañuela es una localidad perteneciente al municipio de San Pedro del Arroyo, en la provincia de Ávila, comunidad autónoma de Castilla y León, España. En 2018 contaba con 29 habitantes.